# Бланкар, Жаклин
Жаклин Бланкар (фр. Jacqueline Blancard; 6 апреля 1909, Париж — 24 ноября 1994, Женева) — швейцарская пианистка.
Дочь актёра Марселя Бланкара, выступавшего в Театре Антуана. Училась в Парижской консерватории у Изидора Филиппа, занималась также под руководством Альфреда Корто. В 1939 году вошла в четвёрку финалистов на Конкурсе пианистов имени Габриэля Форе в Люксембурге.
Дебютировала с Оркестром романской Швейцарии под управлением Эрнеста Ансерме в 1937 году и в дальнейшем на протяжении многих лет сотрудничала с этим коллективом и этим дирижёром. С Андре де Рибопьером впервые исполнила «Четыре арабески» Богуслава Мартину, выступала как аккомпаниатор с Югом Кюэно. Первой осуществила запись Концерта для левой руки Мориса Равеля (1938, с оркестром под управлением Шарля Мюнша) и этюдов Клода Дебюсси. Среди других заметных записей Бланкар — «Ночи в садах Испании» Мануэля де Фальи, «Фантастические пьесы» и «Новелетты» Роберта Шумана. В 1948 году с успехом гастролировала в Нью-Йорке, выступала также во Франции, Бельгии, Нидерландах, Великобритании. В поздние годы преподавала в Лозаннской консерватории; среди её учеников более раннего времени — Пьер Висмер.